# Renata Felinto
Renata Aparecida Felinto dos Santos (São Paulo, 1978) é uma artista plástica e pesquisadora brasileira.

## Carreira
Renata Aparecida Felinto dos Santos (São Paulo, São Paulo, 1978). Artista visual, pesquisadora, educadora, escritora, performer e ilustradora. Suas obras se fundamentam na questão da identidade negra feminina e, por meio de diferentes linguagens, questionam construções estéticas e culturais. A artista também se destaca pelo exercício da arte-educação em universidades e instituições de cultura.
A artista vive e trabalha no Ceará, onde leciona no departamento de artes da Universidade Regional do Cariri (URCA). Em 2016, defendeu sua tese de doutorado intitulada "A construção da identidade afrodescendente por meio das artes visuais contemporâneas: estudos de produções e de poéticas", pelo Instituto de Artes da Universidade Estadual Paulista (UNESP). Em 2021, a artista e educadora lecionou o curso Artes visuais e o pensamento decolonial no Museu de Arte Moderna de São Paulo.
Felinto inicia sua formação no Sigbol Fashion Institute, em São Paulo, onde estuda desenho de moda, de 1994 a 1996. Em 2001, formou-se no bacharelado em artes visuais do Instituto de Artes da Universidade Estadual Paulista Júlio de Mesquita Filho (IA/UNESP). Desde então, seus trabalhos vinculam-se à arte-educação. 
Ainda em 2001, desenvolve a série Re-Existindo (2001-2003), que reúne fotomontagens construídas com álbuns fotográficos de famílias negras paulistanas. O pensamento sobre os ambientes de sociabilidade das famílias é uma questão central na elaboração do trabalho, que confere à artista sua primeira exposição individual, no Centro Permanente de Exposições de Arte Prof. José Ismael, em Guarulhos, São Paulo. 
Em 2004, Renata Felinto tornou-se mestra em Artes Visuais pelo Instituto de Artes da Universidade Estadual Paulista Júlio de Mesquita Filho (IA/UNESP) e, no mesmo ano, ingressou no Museu Afro Brasil como educadora. Em 2016, obteve o título de doutora em Artes Visuais pela mesma instituição. Mais tarde, passa a coordenar o setor educativo da instituição, onde permanece até 2011. A experiência lhe permite revisar sua biografia e aprofundar-se na pesquisa sobre questões étnico-raciais. Em 2005, licencia-se em artes pelo Centro Universitário Belas Artes de São Paulo; no ano seguinte, idealiza sua empresa independente Cubo Preto, com o objetivo de difundir conhecimentos sobre história da arte geral e brasileira, especialmente a que provém da matriz africana no Brasil.
Tornou-se especialista em curadoria e educação em museus de arte contemporânea pela Universidade de São Paulo. Mais tarde, integrou o conselho editorial da revista de afro-brasilidades O Menelick 2º Ato, idealizada pelo jornalista José Nabor Júnior (1982), em 2010.
Entre 2010 e 2018, desenvolveu a série Afro Retratos, na qual, ao pintar sua própria imagem, representa mulheres de outros povos e culturas, vestindo identidades que extrapolam os estereótipos impostos às pessoas negras.Na obra, estabelece ligações entre sua autoimagem e outros entendimentos do que é ser mulher e recusa a tradição da pintura tradicional, fundindo técnicas de desenho, pintura e colagem. Ao lidar com características e adornos femininos de cada cultura representada, cria reflexões sobre os fatores que influenciaram a construção de sua história e identidade como mulher negra brasileira. O trabalho alude a um mundo globalizado, onde a pluralidade de saberes e modos de ser constroem uma experiência singular do indivíduo contemporâneo: este, com sua ancestralidade, é reconfigurado por influências externas. A obra lhe confere grande visibilidade e quatro exposições individuais. 
Como educadora, Felinto trabalhou em 2015 no curso de pós-graduação em história da arte do Centro Belas Artes de São Paulo, lecionando arte e cultura africana. Em 2016, tornou-se doutora em artes visuais pelo IA/UNESP. Em seguida, muda-se para Crato, na região do Cariri Cearense, onde ingressa na Universidade Regional do Cariri como professora adjunta. Lá, torna-se líder do grupo de pesquisa NZINGA – Novos Ziriguiduns (Inter)Nacionais Gerados na Arte – e conduz o projeto de pesquisa YABARTE – Processos Gestacionais na Arte Contemporânea a Partir dos Fazeres e Pensares Negros Femininos. O projeto tem o objetivo de visibilizar a produção de mulheres nos diversos setores artísticos, por meio de narrativas não hegemônicas. 
Em seu trabalho Também Quero Ser Sexy (2012), composto por pinturas, fotografias e performances, propõe uma discussão sobre os padrões de beleza impostos pela sociedade ocidental contemporânea, fortalecidos por ícones da cultura de massa que influenciam negativamente a autoestima e a autoimagem de mulheres não brancas. Nas pinturas Renata novamente recorre ao autorretrato, dessa vez para se transformar em artistas internacionais, que marcaram época, sendo consideradas símbolos sexuais nos anos 50 e 60. Três retratos compõem essa fase do projeto, intitulados Renata Basinger, Renata Monroe e Renata Bardot, em uma referência às atrizes Kim Basinger, Marilyn Monroe e Brigitte Bardot.
Faz parte desse projeto a performance White Face and Blonde Hair, na qual a artista usa o travestismo corporal para criar uma representação de si oposta ao seu fenótipo negro. Na ação, utiliza peruca loira, maquiagem mais clara que seu tom de pele e anda ostensivamente pela rua Oscar Freire, em São Paulo, subvertendo as noções de raça e classe. Há no trabalho uma reflexão sobre a presença do corpo negro nos espaços públicos elitizados e uma crítica ao blackface, recurso amplamente utilizado por atores e atrizes brancos, desde o início do século XX, para representar e, por vezes, satirizar personagens negros.
Em Axexê de A Negra ou o Descanso das Mulheres que Mereciam Serem Amadas (2017), uma ação performática representa o enterro de mulheres negras que serviram de amas de leite durante a escravidão. Criticando a exploração e a discriminação de pessoas negras por famílias tradicionais brasileiras, a artista lança fotografias à terra, devolvendo a ela a vida dessas mulheres, em um gesto simbólico. O trabalho é apresentado na 44ª Feira Internacional de Arte Contemporânea – FIAC (2017) e na exposição Histórias Afro-Atlânticas (2018).
Em 2020, Felinto foi a vencedora do Prêmio PIPA. Nos anos de 2021 e 2023, atuou como membro do Comitê de Indicação do Prêmio PIPA.

## Exposições (seleção)
- 2021 25º Salão Anapolino de Arte, Galeria Antônio Sibasolly, Anápolis
- 2020 12a Bienal do Mercosul, Fundação Bienal do Mercosul, Porto Alegre
- 2019 Mulheres na Arte Brasileira: Entre Dois Vértices, Centro Cultural São Paulo
- 2018 Histórias Afro-Atlânticas, Museu de Arte de Sao Paulo (MASP); Instituto Tomie Ohtake, São Paulo
- 2017 44ª Feira Internacional de Arte Contemporânea – FIAC, Paris, França
- 2017 Metrópole: experiência paulistana, Pinacoteca do Estado de São Paulo
- 2017 Mostra Diálogos Ausentes, Itaú Cultural, São Paulo[10]
- 2016 1a Bienal do Mediterrâneo - Exposição Internacional de Arte Contemporânea e Literatura, Lisboa, Portugal

## Prêmios
- 2021 25º Salão Anapolino de Arte, Galeria Antônio Sibasolly, Anápolis[11][12]
- 2020 Prêmio PIPA, Instituto PIPA, Rio de Janeiro, Brasil[13]